# Røyken
Røyken è un ex comune norvegese della contea di Buskerud. Dal 1º gennaio 2020 è diventato parte del comune di Asker, diventato comune della neoistituita contea di Viken.